# Sfagneto

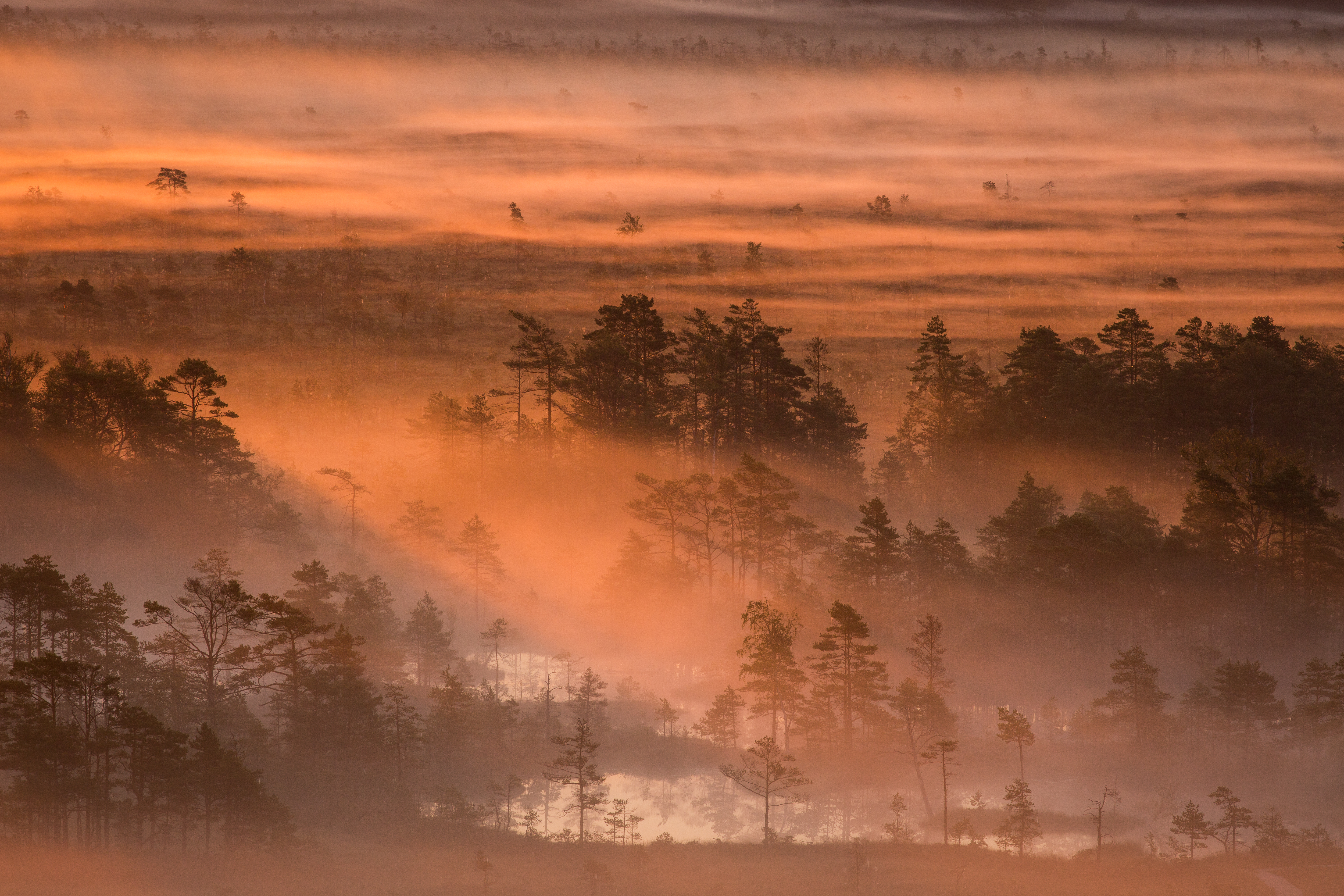
Alba sullo sfagneto di Tolkuse, Luitemaa looduskaitseala ("Riserva naturale di Luitemaa") in Estonia.

Lo sfagneto (o torbiera a sfagni o torbiera alta) è il tipo più comune di torbiera. Si tratta di un biotopo con piante morte parzialmente mineralizzate e decomposte (appartenenti in prevalenza al genere Sphagnum), dove grazie alla costante presenza di acqua, esclusivamente o prevalentemente di provenienza meteorica, si costituisce un ambiente che può ospitare un numero rilevante di specie vegetali rare o poco comuni.
Le torbiere a Sphagnum sono lo stadio finale di sviluppo (climax) delle torbiere basse, la superficie risulta ondulata, caratterizzata da avvallamenti dove ristagna l'acqua e zone più alte simili a collinette, rispettivamente più asciutte. Le acque di questi piccoli stagni sono acide e povere di sali minerali, quindi oligotrofiche.

## Flora di sfagneto
Insieme allo sfagno, la torbiera alta crea un ambiente ideale per una determinata fitocenosi. Le piante che ne fanno parte sono generalmente considerate poco comuni in Italia (ovvero nella zona mediterranea) a causa della rarità della sfagneta stessa.
Alcuni esempi sono:
- Drosera rotundifolia
  - Drosera rotundifolia var.corsica
- Drosera intermedia
- Potamogeton polygonifolius
- Hidrocotyle vulgaris
- Anagallis tenella
- Menyanthes trifoliata
- Rhynchospora alba
- Rhynchospora fusca

## Distribuzione
Alcuni degli sfagneti più meridionali d'Europa si trovano in Toscana settentrionale: sono presenti nel lago di Massaciuccoli e nel laghetto di Sibolla; compaiono sul Monte Pisano presso Buti, e nuovamente in due piccole stazioni puntiformi presso San Lorenzo a Vaccoli; importanti anche gli sfagneti distribuiti sulle Cerbaie.